# Любиковичі (гміна)
Любиковицька гміна — колишня сільська гміна, що існувала до 1939 року в Поліському та Волинському воєводствах. Центром гміни були Любиковичі.
Спочатку належала до Рівненського повіту Волинської губернії. З початку 1919 року по 1920 рік гміна була включена до складу Волинського адміністративного округу (ЦУСЗ або ЦУЗВіПФ). 15 березня 1920 року рішенням Цивільного управління земель Волинських і фронту Подільського Любиковицька гміна була включена до складу новоствореного Сарненського повіту.
1 червня 1920 територія Західної України разом з Любиковицькою гміною була передана Уряду Республіки Польща, а 19 лютого 1921 року стала частиною Поліського воєводства. Розпорядженням Міністра внутрішніх справ Польщі від 27 грудня 1925 року села Кураш, Соломіївка та фільварок Адольфів передані з гміни Любиковичі до гміни Бережниця. 16 грудня 1930 гміна разом з усім Сарненським повітом була приєднана до Волинського воєводства.
Станом на 4 січня 1936 гміна складалася з 10 самоврядних одиниць. Після війни, Любиковицька гміна влилася в адміністративні структури Радянського Союзу.